# Paravani (rijeka)
Paravani (gruzijski: ფარავანი) je rijeka u južnoj Gruziji. Duga je 74 km, a površina porječja joj je 2,350 km2. Paravani je izljev jezera Paravani. Desna je pritoka Kure, u koju se ulijeva u selu Khertvisi.

## Vanjske poveznice
|  | Zajednički poslužitelj ima još gradiva o temi Paravani (rijeka) |